# Paraphelliactis
Paraphelliactis is een geslacht van zeeanemonen uit de klasse van de Anthozoa (bloemdieren).

## Soorten
- Paraphelliactis michaelsarsi Carlgren, 1934
- Paraphelliactis pabista Dunn, 1982
- Paraphelliactis spinosa Carlgren, 1928